# Polyxylobates diversiporosus
Polyxylobates diversiporosus is een mijtensoort uit de familie van de Haplozetidae. De wetenschappelijke naam van de soort is voor het eerst geldig gepubliceerd in 1973 door Hammer.